# Jiří Mahen
Jiří Mahen, właśc. Antonín Vančura (ur. 12 grudnia 1882 w Čáslaviu, zm. 22 maja 1939 w Brnie) – czeski poeta, prozaik, dramaturg i publicysta, reżyser teatralny i wszechstronny działacz kulturalny, szczególnie zasłużony dla rozwoju czeskiego teatru.

## Życiorys
Urodzony w starej szlacheckiej rodzinie. Kuzyn publicysty Vladislava Vančury. Współpracował z ruchem anarchistycznym. Studiował lingwistykę, bohemistykę i germanistykę na Uniwersytecie Karola w Pradze. Pozostawał pod wpływem Neumanna, należał do grupy literackiej zwanej „Anarchistyczni Burzyciele”. W latach. 1910-19 pracował jako dziennikarz dla jednej z przodujących gazet czeskich „Lidové noviny” w Brnie, gdzie osiedlił się na stałe. W 1920 r. został dyrektorem Biblioteki Miejskiej w Brnie. 22 maja 1939 popełnił samobójstwo w Brnie w proteście przeciwko hitlerowskiej okupacji Czechosłowacji.

## Twórczość

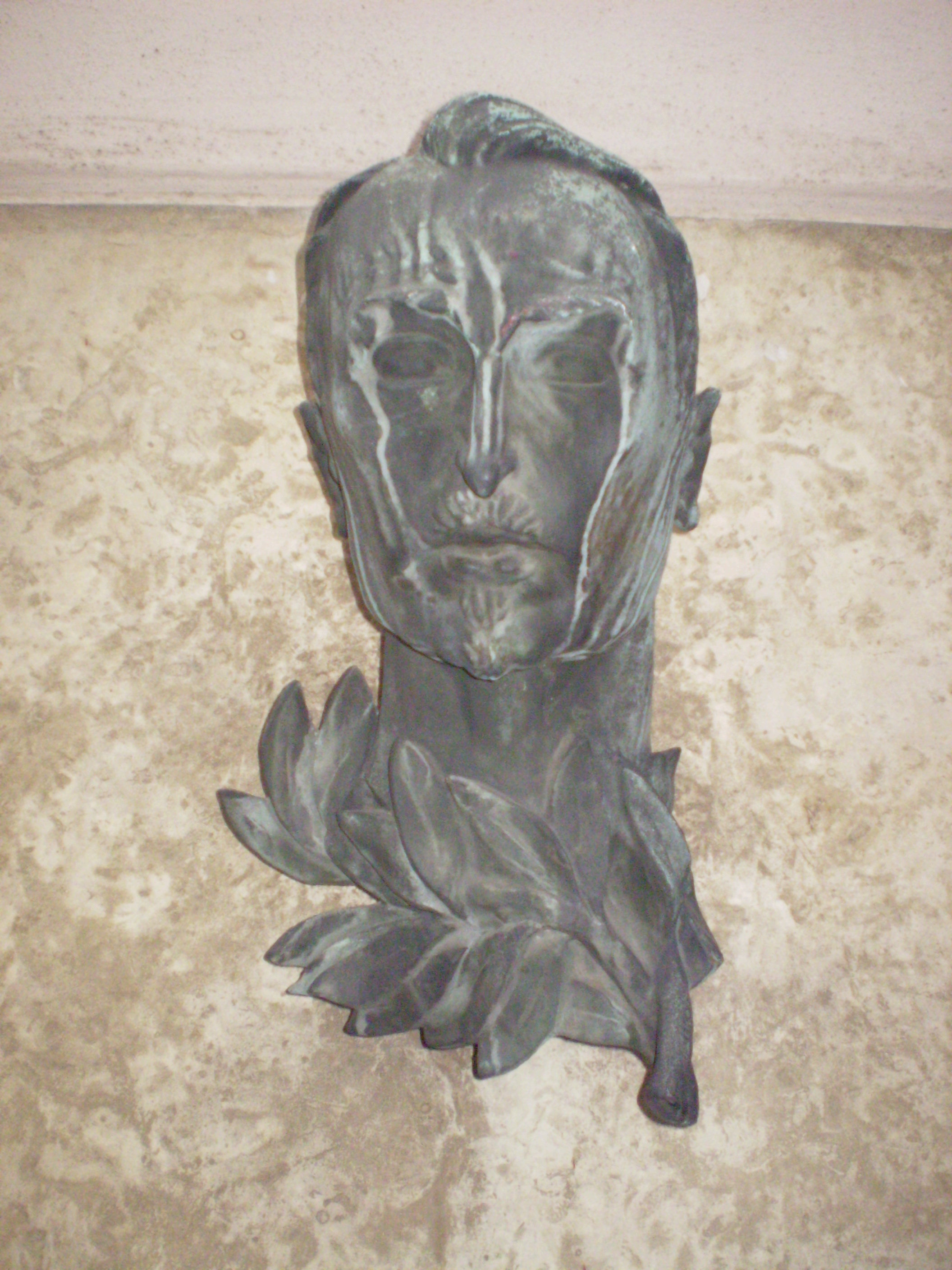
Popiersie Jiříego Mahena

Wkraczał w życie literackie razem z generacją poetów-anarchistów. Należał do kręgu skupionego wokół Willi na Olszanach S.K. Neumanna. Dzięki doświadczeniom z tego kresu powstała powieść Kamrádi svobody (Towarzysze wolności, 1909) o młodym pokoleniu z początku stulecia. Do juweniliów należą poezje z tomu Plamínky (Płomyki, 1907) oraz villonowskie Balady (Ballady, 1908), w których odnowił starofrancuską formę tego gatunku. Poezja Mahena zawiera w sobie przeciwieństwa: wiara, radość czy poczucie wartości przeciwstawione są sceptycyzmowi, melancholii i negacji. Stworzył impresjonistyczne opowiadania z tomu Dzieża (1911) i utwór liryczno-refleksyjny napisany pod urokiem ziemi Słowian bałkańskich Pożegnanie z Południem (1934). Ogromną popularnością, również dzisiaj, cieszy się jego Rybářská knířka (Książeczka rybacka, 1921) – opowiadania o przyrodzie i przygodach rybackich, nasycone liryzmem szkice, obrazki i uwagi o sztuce rybołówstwa.
Młodzieńcze problemy generacji pisarza stały się też inspiracją dla twórczości dramaturgicznej, za którą Mahen jest szczególnie ceniony. Debiutował sztuką Juanů konec (Koniec Don Juana, wyd. i wyst. 1905). Następnie napisał: Pierwsze deszcze (1910), Chrząszcz (1920). W sztuce Janošík (Janosik, wyd. i wyst. 1910) stworzył bohatera walczącego o sprawiedliwość społeczną. W dramacie historycznym Mrtvé moře (Martwe morze, wyd. i wyst. 1918), którego akcja rozgrywa się wśród Braci Czeskich w XVIII w., ukazał walkę o prawo do wolności wyznania. Najbardziej znaną sztuką jest Rodina (Rodzina, wyst. 1933, wyd. 1934), w której zawarte są wnikliwe i celne obserwacje współczesnego życia obyczajowego. Uprawiał nowoczesne gatunki twórczości dramatycznej, napisał zbiór sześciu scenariuszy filmowych pt. Gęś na postronku (1925) oraz komedię-pantomimę pt. Nasreddin (1928), w której wykorzystał znany wschodni wątek o błaźnie i mędrcu.
Po I wojnie światowej działał w Brnie, gdzie był wielkim autorytetem dla takich pisarzy jak m.in. František Halas, Vítězslav Nezval czy L. Václavek. Stał się czołową postacią ruchu kulturalnego na Morawach. W prozie powojennej, m.in. w opowiadaniach Księżyc (Měsíc, 1920) i powieści Nejlepší dobrodružství (Najlepsza przygoda, 1929), zastosował psychoanalizę, wyprzedzając czeski poetyzm i surrealizm. W okresie tym pisał jedynie okazjonalnie poezje inspirowane podróżami, jego twórczość liryczna zalicza się przede wszystkim do okresu przedwojennego – nacechowana jest emocjonalnie i jest wyrazem niepokoju i buntu autora. Utwór Požár Tater (Pożar Tatr, 1934) powstał pod wpływem niepokoju o przyszłość kraju i był zapowiedzią tragicznego końca życia pisarza.

## Wybrane dzieła
- Płomyki (Plamínky, 1907);
- Ballady (Balady, 1908);
- Towarzysze wolności (Kamarádi svobody, 1909);
- Pierwsze deszcze (Prví deště, 1910);
- Janosik (Jánošík, 1910);
- Dzieża (Díže, 1911);
- Martwe morze (Mrtvé moře, 1918);
- Chrząszcz (Chroust, 1920);
- Księżyc (Měsíc, 1920);
- Książeczka rybacka (Rybářská knížka, 1921);
- Gęś na postronku (Husa na provázku, 1925);
- Nasreddin (1928);
- Najlepsza przygoda (Nejlepší dobrodružství, 1929);
- Pożegnanie z Południem (Rozloučení z jihem, 1934);
- Pożar Tatr (Požár Tater, 1934);
- Rodina (Rodzina, wyst. 1933, wyd. 1934).

## Upamiętnienie
Jego imieniem nazwano bibliotekę miejską w Brnie.